# Norepinefrinski transporter
Norepinefrinski transporter (NET, SLC6A2) protein je koji je kod čoveka kodiran SLC6A2 genom.
NET je monoaminski transporter i odgovoran je za ponovno preuzimanje ekstracelularnog norepinefrina (NE), takođe poznatog kao noradrenalin koje je zavisno od natrijum-hlorida. NET isto tako može da vrši ponovno preuzimanje ekstracelularnog dopamina (DA). Ponovno preuzimanje ova dva neurotransmitera je esencijalno u regulaciji koncentracije soli u sinaptičkom prostoru. NET, kao i drugi monoaminski transporteri, su biološke mete mnogih antidepresiva i rekreacionih droga. Osim toga, deficijencija NET proteina je povezana sa ortostatičkom intolerancijom, a prekomerna zastupljenost sa ADHD. Postoji evidencija da jednonukleotidni polimorfizmi NET gena (SLC6A2) mogu da budu uzroci dela tih poremećaja.

## Gen
Gen norepinefrinskog transportera SLC6A2 je lociran na ljudskom hromozomu 16 u lokusu 16q12.2. Ovaj gen je kodiran sa 14 eksona. NET transporter se sastoji od 617 aminokiselina sa 12 domena koji premoštavaju membranu. Strukturna organizacija NET proteina je visokoj meri homologna sa drugim članovima familije neurotransmiterskih transportera zavisnih od natrijum/hlorida, uključujući dopaminski, epinefrinski, serotoninski and GABA transportere.

## Spoljašnje veze
- Norepinephrine+transporter на 